# VM i nordisk skiløb 2009
Verdensmesterskaberne i nordisk skiløb 2009 blev arrangeret af FIS og afviklet i Liberec i Tjekkiet i perioden 18. februar – 1. marts 2009. Liberec var VM-vært for første gang, og den tjekkiske skisportsby blev tildelt værtskabet ved FIS-kongressen i Miami den 3. juni 2004. Den anden ansøger var Oslo i Norge, men Liberec vandt afstemningen med 11-4.

## Medaljevindere

### Langrend

#### Mænd
| Disciplin                          | Guld                                                               | Guld      | Sølv                                                     | Sølv      | Bronze                                                              | Bronze    |
| ---------------------------------- | ------------------------------------------------------------------ | --------- | -------------------------------------------------------- | --------- | ------------------------------------------------------------------- | --------- |
| Individuel sprint, fri stil        | Ola Vigen Hattestad                                                | 3:00,8    | Johan Kjølstad                                           | 3:01,2    | Nikolaj Morilov                                                     | 3:01,8    |
| Holdsprint, klassisk stil          | Johan Kjølstad Ola Vigen Hattestad                                 | 22:48,5   | Tobias Angerer Axel Teichmann                            | 22:49,0   | Ville Nousiainen Sami Jauhojärvi                                    | 22:49,1   |
| 15 km intervalstart, klassisk stil | Andrus Veerpalu                                                    | 38:54,4   | Lukas Bauer                                              | 39:00,7   | Matti Heikkinen                                                     | 39:10,8   |
| 15 km + 15 km, klassisk + fri stil | Petter Northug                                                     | 1:15:52,4 | Anders Södergren                                         | 1:15:55,5 | Giorgio di Centa                                                    | 1:16:04,3 |
| 50 km samlet start, fri stil       | Petter Northug                                                     | 1:59:38,1 | Maksim Vilegzjanin                                       | 1:59:38,8 | Tobias Angerer                                                      | 1:59:40,1 |
| 4 × 10 km                          | Eldar Rønning Odd-Bjørn Hjelmeset Tore Ruud Hofstad Petter Northug | 1:41:50,6 | Jens Filbrich Tobias Angerer Franz Göring Axel Teichmann | 1:41:53,2 | Matti Heikkinen Sami Jauhojärvi Teemu Kattilakoski Ville Nousiainen | 1:42:34,5 |

#### Kvinder
| Disciplin                            | Guld                                                                  | Guld      | Sølv                                                                | Sølv      | Bronze                                                  | Bronze    |
| ------------------------------------ | --------------------------------------------------------------------- | --------- | ------------------------------------------------------------------- | --------- | ------------------------------------------------------- | --------- |
| Individuel sprint, fri stil          | Arianna Follis                                                        | 2:39,3    | Kikkan Randall                                                      | 2:39,9    | Pirjo Muranen                                           | 2:40,0    |
| Holdsprint, klassisk stil            | Aino-Kaisa Saarinen Virpi Kuitunen                                    | 19:43,7   | Anna Olsson Lina Andersson                                          | 20:03,7   | Marianna Longa Arianna Follis                           | 20:07,5   |
| 10 km intervalstart, klassisk stil   | Aino-Kaisa Saarinen                                                   | 28:12,8   | Marianna Longa                                                      | 28:17,0   | Justyna Kowalczuk                                       | 28:24,3   |
| 7,5 km + 7,5 km, klassisk + fri stil | Justyna Kowalczyk                                                     | 40:55,3   | Kristin Størmer Steira                                              | 40:57,0   | Aino-Kaisa Saarinen                                     | 41:03,3   |
| 30 km samlet start, fri stil         | Justyna Kowalczyk                                                     | 1:16:10,6 | Jevgenia Medvedeva                                                  | 1:16:19,4 | Valentina Sjevtjenko                                    | 1:16:19,9 |
| 4 × 5 km                             | Pirjo Muranen Virpi Kuitunen Riitta-Liisa Roponen Aino-Kaisa Saarinen | 54:24,3   | Katrin Zeller Evi Sachenbacher Stehle Miriam Gössner Claudia Nystad | 54:37,3   | Lina Andersson Britta Norgren Anna Haag Charlotte Kalla | 54:37,7   |

### Nordisk kombination
| Disciplin                        | Guld                                                      | Guld    | Sølv                                                        | Sølv    | Bronze                                                   | Bronze  |
| -------------------------------- | --------------------------------------------------------- | ------- | ----------------------------------------------------------- | ------- | -------------------------------------------------------- | ------- |
| Normalbakke + 10 km jagtstart    | Todd Lodwick                                              | 24:22,3 | Jan Schmid                                                  | 24:35,3 | Bill Demong                                              | 24:55,8 |
| Stor bakke + 10 km jagtstart     | Bill Demong                                               | 23:36,6 | Björn Kircheisen                                            | 23:49,4 | Jason Lamy Chappuis                                      | 24:08,0 |
| 10 km samlet start + normalbakke | Todd Lodwick                                              | 276,0   | Tino Edelmann                                               | 273,7   | Jason Lamy Chappuis                                      | 265,2   |
| Hold (stor bakke + 4 × 5 km)     | Yusuke Minato Taihai Kato Akito Watabe Norihito Kobayashi | 48:32,3 | Ronny Ackermann Eric Frenzel Björn Kircheisen Tino Edelmann | 48:32,3 | Mikko Kokslien Petter L. Tande Jan Schmid Magnus-H. Moan | 48:35,9 |

### Skihop

#### Mænd
| Disciplin                 | Guld                                                                 | Guld   | Sølv                                                        | Sølv   | Bronze                                                  | Bronze |
| ------------------------- | -------------------------------------------------------------------- | ------ | ----------------------------------------------------------- | ------ | ------------------------------------------------------- | ------ |
| Individuelt, normal bakke | Wolfgang Loitzl                                                      | 282,0  | Gregor Schlierenzauer                                       | 275,0  | Simon Ammann                                            | 274,5  |
| Individuelt, stor bakke   | Andreas Küttel                                                       | 141,3  | Martin Schmitt                                              | 140,9  | Anders Jacobsen                                         | 139,5  |
| Hold, stor bakke          | Wolfgang Loitzl Martin Koch Thomas Morgenstern Gregor Schlierenzauer | 1034,3 | Anders Bardal Tom Hilde Johan Remen Evensen Anders Jacobsen | 1000,8 | Shohei Tochimoto Takanobu Okabe Daiki Ito Noriaki Kasai | 981,2  |

#### Kvinder
| Disciplin                 | Guld        | Guld  | Sølv            | Sølv  | Bronze       | Bronze |
| ------------------------- | ----------- | ----- | --------------- | ----- | ------------ | ------ |
| Individuelt, normal bakke | Lindsey Van | 243,0 | Ulrike Grässler | 239,0 | Anette Sagen | 238,5  |

### Medaljetabel
| Plac. | Land     | Guld | Sølv | Bronze | Total |
| ----- | -------- | ---- | ---- | ------ | ----- |
| 1.    | Norge    | 5    | 4    | 3      | 12    |
| 2.    | USA      | 4    | 1    | -      | 5     |
| 3.    | Finland  | 3    | -    | 5      | 8     |
| 4.    | Østrig   | 2    | 1    | -      | 3     |
| 5.    | Polen    | 2    | -    | 1      | 3     |
| 6.    | Italien  | 1    | 1    | 2      | 4     |
| 7.    | Schweiz  | 1    | -    | 1      | 2     |
|       | Japan    | 1    | -    | 1      | 2     |
| 9.    | Estland  | 1    | -    | -      | 1     |
| 10.   | Tyskland | -    | 8    | 1      | 9     |
| 11.   | Sverige  | -    | 2    | 1      | 3     |
|       | Rusland  | -    | 2    | 1      | 3     |
| 13.   | Tjekkiet | -    | 1    | -      | 1     |
| 14.   | Frankrig | -    | -    | 2      | 2     |